# Rotschulterbussard
Der Rotschulterbussard (Buteo lineatus) ist ein Vertreter der Echten Bussarde (Gattung Buteo) aus der Familie der Habichtartigen (Accipitridae). Er kommt in Nordamerika vor.

## Beschreibung

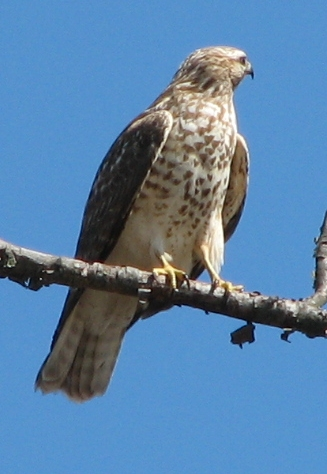
Juveniler Rotschulterbussard im 2. Kalenderjahr

Der Rotschulterbussard ist 38 bis 48 Zentimeter lang und hat eine Spannweite von 94 bis 107 Zentimeter. Er ist ein mittelgroßer, schlanker Bussard und hat einen vergleichsweise langen Schwanz und lange Beine. Im Flug sind sichelförmige gelbliche Abzeichen im basalen Bereich der äußeren Handschwingen sehen.
Der Flug der Unterart B. l. elegans erinnert an die Vertreter der Gattung Accipiter, z. B. an den Habicht, mit schnellen Flügelschlägen gefolgt von einer Gleitflugphase mit gebogenen Flügeln. Die Unterart B. l. lineatus fliegt dagegen eher wie der Breitflügelbussard mit langsameren Flügelschlägen. Der Rotschulterbussard segelt mit flach gestreckten Flügeln und rüttelt nicht.

### Altvögel
Bei adulten Rotschulterbussarden sind die Schultern und die kleinen Flügeldecken rötlich, die Oberseite ist intensiv weiß gefleckt. Der Schwanz ist schwarz und hat vier weiße Querbinden und eine dünne weiße Terminalbinde. Die Iris ist braun.

### Jungvögel
Das Gefieder der juvenilen Rotschulterbussarde kann in unterschiedlichen Färbungen auftreten. Jungvögel der Unterart B. l. lineatus sind auf der Brust deutlich mehr dünn gestreift und ähneln dem Breitflügelbussard. Die anderen, östlichen Unterarten haben eine gröbere Zeichnung auf der Unterseite. Jungvögel der Unterart B. l. elegans sind verhältnismäßig dunkel und ähneln mit den bräunlichen Schultern und den weißen Flecken auf der Oberseite den Altvögeln. Der Schwanz hat viele braune Querbinden, die Iris ist hellgrau.

## Lautäußerungen
Der Ruf ist ein klares, hohes „kii-ah“ oder „kah“ und erfolgt in gleichmäßigen Abständen.

## Verbreitung

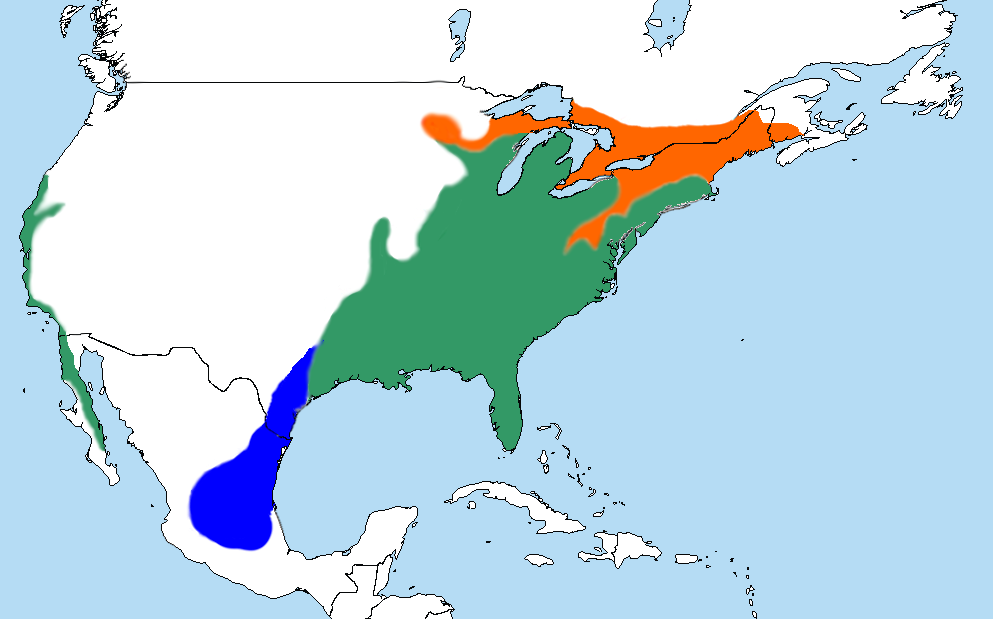
Verbreitungsgebiet von Buteo lineatus
orange: Sommervogel
grün: ganzjährig
blau: außerbrutzeitlich

Der Rotschulterbussard kommt im Osten Nordamerikas vom Süden Kanadas bis nach Mexiko und in einem schmalen Streifen an der Westküste von Kalifornien und auf der Baja California, der Halbinsel im Norden von Mexiko, vor.

## Lebensraum
Der Rotschulterbussard lebt in feuchten Mischwäldern, oft in der Nähe von Gewässern, im Westen auch in trockeneren Wäldern. Er kommt bis in Höhen von 1000 Metern, während des Zugs und im Winter auch bis in 2500 Meter Höhe vor. In Québec bevorzugt er die Amerikanische Buche und den Zucker-Ahorn als Nestbaum.

## Wanderungen

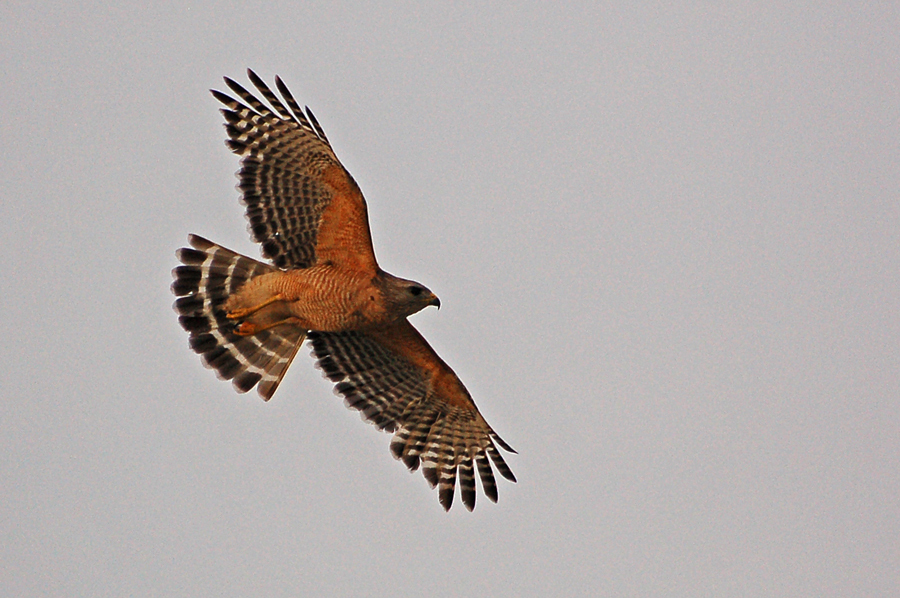
Adulter Rotschulterbussard im Flug

Der Rotschulterbussard ist Teilzieher. Individuen aus Kanada und Neu England überwintern in den USA unterhalb 40°N. Einige Individuen überwintern im Durchzugsgebiet Maryland, der größte Teil des Durchzugs findet hier von Anfang März bis Anfang April und von Ende September bis Mitte November statt. Rotschulterbussarde überfliegen während des Zuges selten Meere.

## Systematik

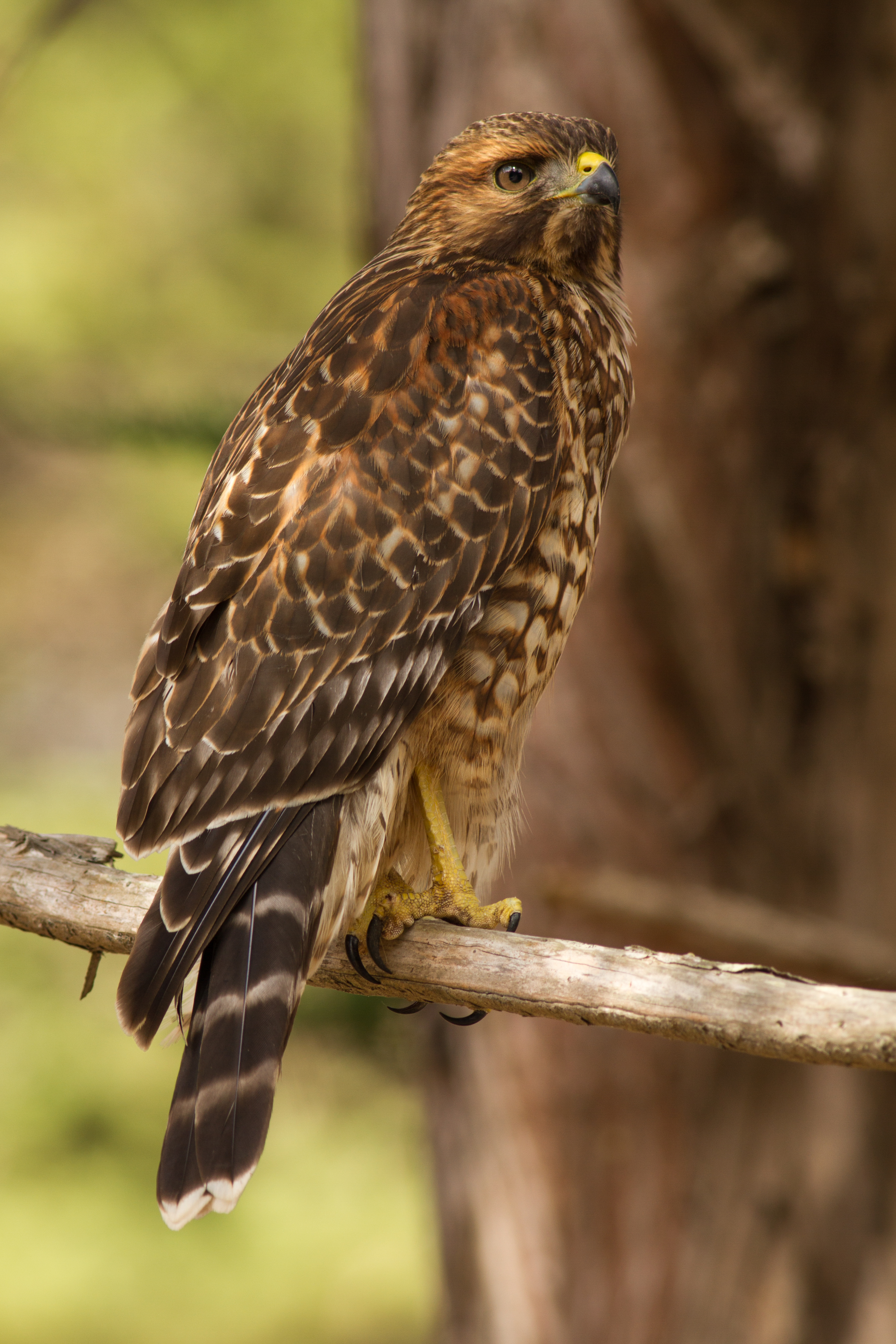
Juveniler Rotschulterbussard der Unterart B. l. elegans im Presidio von San Francisco

Es gibt fünf Unterarten des Rotschulterbussards:
- B. l. lineatus (Gmelin, JF, 1788) – die Nominatform, ist im Osten Nordamerikas vom Südosten Kanadas bis in den Süden von Missouri und South Carolina verbreitet und hat dunkle Streifen auf der roten Brust.
- B. l. alleni Ridgway, 1885 – ist im Osten von Oklahoma und Osten von Texas bis in den Süden von South Carolina und Florida verbreitet; sie ist kleiner als die Nominatform und hat einen grauen Anflug auf Kopf und Rücken, die dunklen Streifen auf der Brust fehlen meistens.
- B. l. extimus Bangs, 1920 – kommt in Zentral- und Südflorida vor und ist die kleinste und hellste Unterart.
- B. l. elegans Cassin, 1855 – kommt vom Südwesten von Oregon bis zur Baja California vor und sieht der folgenden Unterart ähnlich.
- B. l. texanus Bishop, 1912 – kommt im Süden von Texas vor  und ist deutlich bräunlicher auf der Unterseite als die Nominatform.